# Somerdale
Somerdale est un borough des États-Unis situé dans le comté de Camden, dans l'État du New Jersey.

## Histoire
Le borough de Somerdale a été fondé en 1929, en même temps que quatre autres (Hi-Nella, Lindenwold, Pine Valley et Pine Hill).